# Sara Menghi
Sara Menghi (née le 18 mai 1983 à Mantoue) est une joueuse italienne de volley-ball. Elle mesure 1,83 m et joue au poste de centrale.

## Clubs
| Club                          | Pays   | De        | À         |
| ----------------------------- | ------ | --------- | --------- |
| Piva Pallavolo                | Italie | 1999-2000 | 1999-2000 |
| Volley Club Frascati          | Italie | 2000-2001 | 2002-2003 |
| Sacrata Civitanova Marche     | Italie | 2003-2004 | 2003-2004 |
| Fornarina Volley              | Italie | 2004-2005 | 2005-2006 |
| Virtus Roma                   | Italie | 2006-2007 | 2006-2007 |
| Robur Tiboni Volley Urbino    | Italie | 2007-2008 | 2008-2009 |
| Pallavolo Pontecagnano Faiano | Italie | 2009-2010 | 2009-2010 |
| Castellana Grotte             | Italie | 2010-2011 | 2010-2011 |
| IHF Volley Frosinone          | Italie | 2011-2012 | 2011-2012 |
| Verona Volley Femminile       | Italie | 2012-2013 | 2012-2013 |
| Neruda Volley                 | Italie | 2013-2014 | …         |